# فینستا
فینستا (به سوئدی: Finsta) یک منطقه مسکونی است که در بخش نورتالیه شهرستان استکهلم در کشور سوئد واقع شده است. جمعیت فینستا در پایان سال ۲۰۱۰ بالغ بر ۲۴۴ نفر بوده است.